# Encentrum simillimum
Encentrum simillimum är en hjuldjursart som beskrevs av Adolf Remane 1929. Encentrum simillimum ingår i släktet Encentrum och familjen Dicranophoridae. Inga underarter finns listade i Catalogue of Life.